# ダニエウ・アウヴェス
ダニエウ・アウヴェス・ダ・シウヴァ（ポルトガル語: Daniel Alves da Silva, 1983年5月6日 - ）は、ブラジル・バイーア州ジュアゼイロ出身の元サッカー選手。元ブラジル代表。現役時代のポジションはDF。
過去8回、世界年間ベストイレブンに選出されており史上最高の右サイドバックの1人として広く知られている。バルセロナ時代ではジョゼップ・グアルディオラが築いた黄金チームの1人となり、UEFAチャンピオンズリーグやラ・リーガを制覇。ユヴェントス、パリ・サンジェルマン、ブラジル代表などで40回のタイトルを獲得した。

## クラブ経歴

### ブラジル時代
少年時代はフォワードやミッドフィールダーとしてプレーしていたが、1996年、兄がプレーしていたジュアゼイロSCのU-13チームに加入し、サイドバックに転向した。1997年にはジュアゼイロSCの監督とともにECバイーアの下部組織に移り、バイーアのU-17チームではマルセロ・シャムスカ（ペリクレス・シャムスカの弟）からも指導を受けた。18歳でプロ契約を果たし、2001年11月のパラナ・クルーベ戦でデビューすると、PKを獲得して勝利に貢献した。2002年シーズンには19試合に出場し、ブラジル全国選手権初得点も決めている。

### セビージャ時代
南米ユース選手権の活躍が認められ、2003年1月にセビージャFCに移籍した。すぐさま主力として活躍し、2005-06シーズンのUEFAカップでは優勝を果たしてMVPを獲得した。2006-07シーズンは、リーグ戦開幕前に行われたUEFAスーパーカップでFCバルセロナと対戦。相対するロナウジーニョの裏のスペースを激しく突く動きを繰り返し、チームの勝利に大きく貢献した。この試合を観戦したイビチャ・オシムは、「ダニエウ・アウヴェスの動きがセビージャ勝利の要因となった」と発言している。また、そのシーズンはリーグ戦でも11アシストを記録し、ダビド・ビジャと共にアシスト王に輝いた。
2006-07シーズン終了後、多くのビッグクラブが獲得に動くも、交渉はまとまらずに残留。移籍騒動が長期化したこともあり、2007-08シーズンの公式戦初出場はリーガ・エスパニョーラ開幕直後に行われたUEFAスーパーカップ、ACミラン戦からとなった。キャプテンのハビ・ナバーロが全休したこともあり、キャプテンマークを巻き、チームのUEFAチャンピオンズリーグベスト16入りに貢献した。

### バルセロナ時代

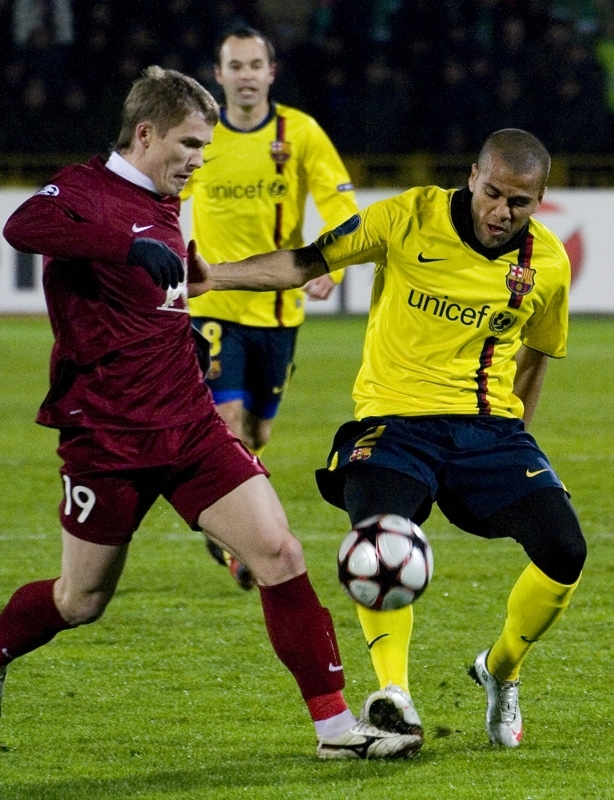
ルビン・カザン戦でのアウヴェス（右）

2008年7月2日、FCバルセロナに移籍した。移籍金は2900万+600万ユーロとされる。この金額はバルセロナ史上歴代3番目に高い移籍金で、この夏の移籍市場でもロビーニョ（レアル・マドリード→マンチェスター・シティFC）に次ぎ2番目に高い移籍金であり、サイドバックの選手としては当時史上最高額の移籍金だった。セビージャFCを離れる際の記者会見では涙を見せ、再び戻ってくることを誓った。
8月13日のUEFAチャンピオンズリーグ予選3回戦のヴィスワ・クラクフ戦でデビューを飾り、8月31日のヌマンシア戦でリーグデビューを飾った。2008-09シーズンはレギュラーとしてリオネル・メッシとともに右サイドから攻撃を展開。自己最多となる5ゴールを挙げるなど、バルセロナのリーガ・エスパニョーラ、UEFAチャンピオンズリーグ、コパ・デル・レイの3冠獲得に貢献した。ただし、UEFAチャンピオンズリーグ決勝のマンチェスター・ユナイテッドFC戦には累積警告により出場できなかった。
2013-14シーズンから退団した親友のエリック・アビダルに捧げる為、背番号を2番から22番に変更。
2014年4月27日に行われたビジャレアルCF戦で、コーナーキックに向かうアウヴェスに対して、観客席からバナナが投げ込まれる人種差別行為が発生。その際アウヴェスは、ピッチ上に落ちたバナナを拾い上げ、皮をむいてそのまま口に放り込んで食べ、何事もなかったかのようにプレーに戻り、アウヴェスはすぐさまコーナーキックに移った。この人種差別的行為に対するアウヴェスの対応を受けてブラジル人チームメイトのネイマールは試合後、息子と一緒にバナナを食べる写真をソーシャルメディア上で投稿し、リーグや国籍を超えて瞬く間に拡散された。世界の有名サッカー選手が、バナナを食べるポーズを次々と投稿し、国際的な反響を呼んだ。
2015年6月9日、バルセロナとの2年間の契約延長で合意に至ったと、クラブ公式サイトで発表した。2014-15シーズン限りでバルセロナとの契約満了を迎えるアウヴェスは、以前からクラブとの不仲により退団の噂が絶えなかった。しかし状況は一転。2015年6月30日に契約切れが迫る中、2017年までの2年間に加え、1年の延長オプションが付いた契約でバルセロナと合意している。2016年6月2日、バルセロナの公式サイトで退団することが発表された。

### ユヴェントス時代
2016年6月27日、ユヴェントスFCと2年契約を結んだことが発表された。なお、1年の延長オプションも付帯している。背番号はアルトゥーロ・ビダルが着用していた23番。同じ23番を着けているNBAのレブロン・ジェームズに敬意を示すためという理由で選んだ。9月21日のカリアリ戦でユヴェントスでの初ゴールを記録。UEFAチャンピオンズリーグ 2016-17準決勝ASモナコ戦の1stレグでは、ゴンサロ・イグアインの2得点をアシストして勝利に貢献し、マン・オブ・ザ・マッチに選ばれた。さらに2ndレグでもマリオ・マンジュキッチの得点をアシストし、自身もボレーシュートから得点を記録して2試合連続でマン・オブ・ザ・マッチに選ばれ、ユヴェントスのUEFAチャンピオンズリーグ 2016-17決勝進出に貢献した。2017年5月17日コッパ・イタリア決勝、ラツィオ戦では難易度の高いボレーシュートで先制点を決め、コッパ・イタリア優勝に貢献した。2016-17シーズン終了後の2017年6月29日、ユヴェントスFC退団が決定。

### パリ・サンジェルマン時代
2017年7月12日、パリ・サンジェルマンFCと2019年6月30日までの2年契約を結んだことが発表された。
2019年6月23日、パリ・サンジェルマンFCを退団することを自身のSNSアカウントで発表した。

### サンパウロ時代
2019年8月1日、ブラジル・セリエAのサンパウロへの加入が発表された。17年ぶりの母国復帰となった。契約期間は2022年12月までとなる。背番号は10番。サンパウロ加入後初戦では中盤の位置でプレーし決勝点も決めた。2021年9月11日、新型コロナウイルスによる負債を抱えるクラブによる給与未払いの問題によりクラブとの契約を解除した。

### バルセロナ復帰
2021年11月13日、古巣バルセロナにシーズン終了までの契約で復帰した。背番号は8番。2022年2月6日、第23節のアトレティコ・マドリード戦では試合終盤に退場になってしまうも、1ゴール1アシストの活躍を見せた。2021-22シーズン終了後に2度目の退団となった。

### UNAM時代
2022年7月22日、メキシコ1部・リーガMXのUNAMプーマスへ加入した。

### 契約解除後
2023年1月20日、アウヴェスが性的暴行の疑いで逮捕されたことを受け、UNAMは契約解除を発表した。2024年2月22日、スペインのバルセロナ高等裁判所はレイプの罪でアウヴェスに禁錮4年6月の判決を言い渡した。アウヴェスは判決を不服として控訴。25日、100万ユーロの保釈金を支払い、拘置所から保釈された。2025年3月カタルーニャ高等裁判所は一転し、無罪判決を言い渡した。

## 代表経歴

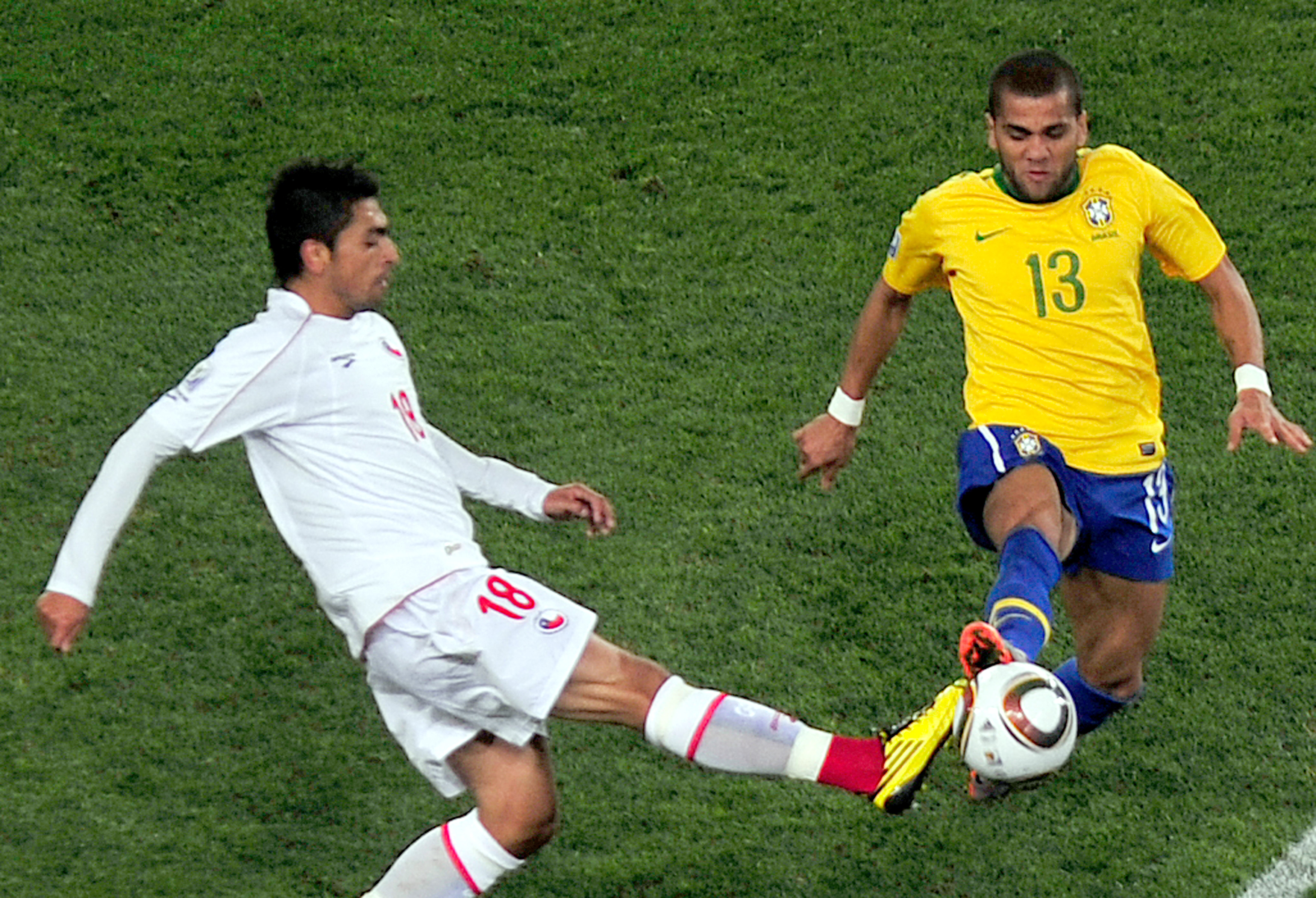
ブラジル代表でのアウヴェス
（2010 FIFAワールドカップ決勝トーナメント1回戦、チリ戦）

ECバイーアのU-17チーム所属時代にU-17ブラジル代表に選ばれた。セビージャFC移籍直後の2003年にはFIFAワールドユース選手権に出場し、決勝ではMFアンドレス・イニエスタやFWセルヒオ・ガルシアなどがいたスペイン代表を下して優勝した。ドゥンガ監督の下、2006年10月7日のアル・クウェートとの非公式戦でブラジル代表デビューすると、エクアドルとの親善試合で公式戦初出場。コパ・アメリカ2007のメンバーにも名を連ね4試合に出場した。決勝のアルゼンチン戦では代表初得点となるゴールとアシストを記録する活躍を見せ、ブラジルの連覇に貢献した。ドゥンガ監督のもとではマイコンが起用されることが多かったが、FIFAコンフェデレーションズカップ2009準決勝の南アフリカ戦では途中出場ながらフリーキックで決勝ゴールを挙げるなど結果を残している。2010 FIFAワールドカップ後、マノ・メネーゼス新監督が就任して初となるアメリカ戦にはわずか4人のワールドカップ出場組のひとりとして招集され、後半の45分間はキャプテンマークを巻いた。2014 FIFAワールドカップにおいては序盤こそレギュラーであったが、スタメンの座を失った。2015年6月10日にブラジルサッカー連盟は、コパ・アメリカ2015に出場するブラジル代表メンバーから、ダニーロが外れ、ダニエウ・アウヴェスを追加招集することを発表した。ダニーロは、2015年6月7日に行われた国際親善試合のメキシコ代表戦に先発出場。しかし、試合中に右足首を捻挫した模様で、ハーフタイムに途中交代を強いられていた。なお、ブラジル代表にとってはGKジエゴ・アウヴェス、DFマルセロ、MFルイス・グスタヴォに続く4人目の離脱者となった。
2018 FIFAワールドカップへの出場は怪我により逃した。
2019年、36歳でチーム最年長としてコパ・アメリカ2019に出場し、グループA第3戦のペルー戦では巧みなワンツーから抜け出しブラジルの4点目のゴールを決めた。プレスを物ともしない足元の技術と攻守にわたるハードワークを見せベテランとしてチームを牽引し、自国開催のプレッシャーを跳ね除け優勝に貢献、大会MVPにも選出された。
2021年、東京オリンピックに出場するU-24ブラジル代表にオーバーエイジ枠で選出された。決勝の相手であるスペインとの対戦を含む全試合にフル出場、優勝を果たした。
2022年11月7日、2022 FIFAワールドカップに向けたメンバーの1人に選ばれた。チーム最年長。

## 人物・エピソード
- 2016年4月13日、UEFAチャンピオンズリーグ準々決勝アトレティコ・マドリード戦にて敗北した後、自身のInstagramにてウィッグを着けて自身の恋人に変装した姿で、ポジティブにならなければならないといった旨の発言を公開。しかし、このメッセージにはバルセロナの幹部や会員から否定的な意見が寄せられ、一時はバルセロナがアウヴェスに処分を科す事も検討されたが、結局処分は科されなかった[37]。
- 2017年5月、ESPNは世界で最も有名なアスリート100人を発表し、57位に選出された。サッカー選手としては22位[38]。
- プライベートでは女性への性加害でも知られており、ついに2024年2月、性的暴行で逮捕された。そして懲役4年半の判決を受けた[39]。2025年3月28日、高等裁判所は証拠不十分として無罪を言い渡した[40]。

## 代表歴

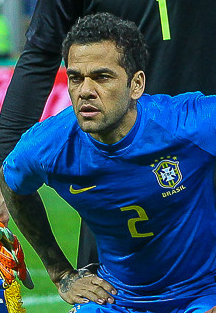
ブラジル代表でのアウヴェス（2018年）

### 出場大会
- U-20ブラジル代表
  - 2003年 - 2003 FIFAワールドユース選手権（優勝）
- U-23ブラジル代表
  - 2021年 - 東京オリンピック・オーバーエイジ枠での出場 (金メダル)
- ブラジル代表
  - 2007年 - コパ・アメリカ2007（優勝）
  - 2009年 - FIFAコンフェデレーションズカップ2009（優勝）
  - 2010年 - 2010 FIFAワールドカップ（ベスト8）
  - 2011年 - コパ・アメリカ2011（ベスト8）
  - 2013年 - FIFAコンフェデレーションズカップ2013（優勝）
  - 2014年 - 2014 FIFAワールドカップ（4位）
  - 2015年 - コパ・アメリカ2015（ベスト8）
  - 2016年 - コパ・アメリカ・センテナリオ（グループリーグ敗退）
  - 2019年 - コパ・アメリカ2019（優勝）
  - 2022年 - 2022 FIFAワールドカップ (ベスト8)

### 試合数
- 国際Aマッチ 126試合 8得点（2006年 - 2022年）[41]

| ブラジル代表 | 国際Aマッチ | 国際Aマッチ |
| 年           | 出場        | 得点        |
| ------------ | ----------- | ----------- |
| 2006         | 1           | 0           |
| 2007         | 12          | 1           |
| 2008         | 5           | 0           |
| 2009         | 14          | 2           |
| 2010         | 12          | 2           |
| 2011         | 10          | 0           |
| 2012         | 5           | 0           |
| 2013         | 13          | 0           |
| 2014         | 7           | 1           |
| 2015         | 8           | 0           |
| 2016         | 12          | 1           |
| 2017         | 6           | 0           |
| 2018         | 2           | 0           |
| 2019         | 11          | 1           |
| 2020         | 0           | 0           |
| 2021         | 1           | 0           |
| 2022         | 7           | 0           |
| 通算         | 126         | 8           |

### ゴール
| #  | 開催年月日     | 開催地         | 対戦国           | スコア | 結果 | 試合概要                             |
| -- | -------------- | -------------- | ---------------- | ------ | ---- | ------------------------------------ |
| 1. | 2007年7月15日  | マラカイボ     | アルゼンチン     | 3-0    | 3-0  | コパ・アメリカ2007                   |
| 2. | 2009年6月6日   | モンテビデオ   | ウルグアイ       | 1-0    | 4-0  | 2010 FIFAワールドカップ・南米予選    |
| 3. | 2009年6月25日  | ヨハネスブルグ | 南アフリカ共和国 | 1-0    | 1-0  | FIFAコンフェデレーションズカップ2009 |
| 4. | 2010年10月7日  | アブダビ       | イラン           | 1-0    | 3-0  | 親善試合                             |
| 5. | 2010年10月11日 | ダービー       | ウクライナ       | 1-0    | 2-0  | 親善試合                             |
| 6. | 2014年6月3日   | ゴイアス       | パナマ           | 2-0    | 4-0  | 親善試合                             |
| 7. | 2016年3月29日  | アスンシオン   | パラグアイ       | 2-2    | 2-2  | 2018 FIFAワールドカップ・南米予選    |
| 8. | 2019年6月22日  | サンパウロ     | ペルー           | 4-0    | 5-0  | コパ・アメリカ2019                   |

## タイトル

### クラブ
セビージャ
- UEFAカップ：2回 (2005-06, 2006-07)
- UEFAスーパーカップ：2006
- コパ・デル・レイ：2006-07
- スーペルコパ・デ・エスパーニャ：2007

バルセロナ
- FIFAクラブワールドカップ：3回 (2009, 2011, 2015)
- UEFAチャンピオンズリーグ：3回 (2008-09, 2010-11, 2014-15)
- UEFAスーパーカップ：3回 (2009, 2011, 2015)
- プリメーラ・ディビシオン：6回 (2008-09, 2009-10, 2010-11, 2012-13, 2014-15, 2015-16)
- コパ・デル・レイ：4回 (2008-09, 2011-12, 2014-15, 2015-16)
- スーペルコパ・デ・エスパーニャ：4回 (2009, 2010, 2011, 2013)

ユヴェントス
- セリエA：2016-17
- コッパ・イタリア：2016-17

パリ・サンジェルマン
- リーグ・アン：2回（2017-18, 2018-19）
- クープ・ドゥ・フランス：2017-18
- クープ・ドゥ・ラ・リーグ：2017-18
- トロフェ・デ・シャンピオン：2回（2017, 2018）

### 代表
U-20ブラジル代表

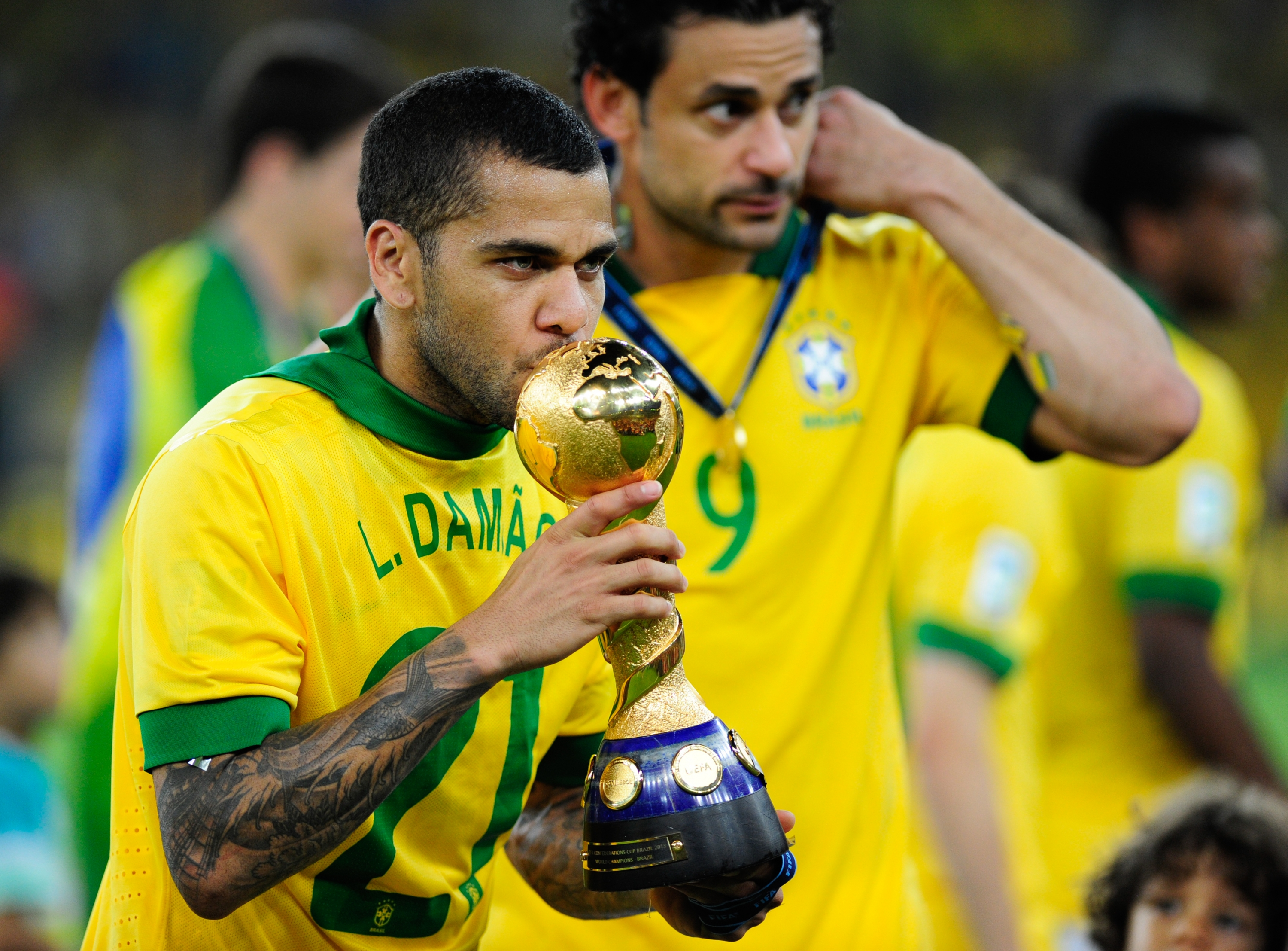
FIFAコンフェデレーションズカップ2013でのアウヴェス

- FIFAワールドユース選手権：1回 (2003)

U-23ブラジル代表
- 2020年東京オリンピック：金メダル

ブラジル代表
- コパ・アメリカ：2回 (2007, 2019)
- FIFAコンフェデレーションズカップ：2回 (2009, 2013)

### 個人
- UEFAカップ最優秀選手賞：12006
- UEFAスーパーカップ最優秀選手賞：2006
- UEFAチーム・オブ・ザ・イヤー：5回 (2007, 2009, 2011, 2015, 2017)
- リーガ・エスパニョーラベストイレブン：2014-15
- FIFA/FIFPro世界イレブン：8回（2009 2011 2012 2013 2015 2016 2017 2018）
- リーグ1ベストイレブン：2017-18
- コパ・アメリカ2019 大会MVP